# Пламбли, Дерек
Дерек Пламбли (англ. Derek Plumbly; р. 15.05.1948, Нью-Форест, юг Англии) — британский дипломат.
Окончил оксфордский Магдален-колледж (бакалавр с отличием по PPE), где учился в 1966—1969 годах.
На службе в Форин-офис с 1972 года.
В 1992—1996 годах заведующий канцелярией миссии Великобритании в ООН (Нью-Йорк).
В 1996—1997 годах директор отделения по наркотикам и международной преступности Форин-офис.
В 2000—2003 годах посол Великобритании в Саудовской Аравии. «Мы заинтересованы в арабском мире, — заявлял он, покидая этот пост. — Мы пытаемся придать импульс мирному урегулированию в Палестине, мы проводим консультации с правительствами арабских стран, мы хотим достучаться до сердец мусульман». 
В 2003—2007 годах посол Великобритании в Египте.
C 2008 года председатель Комиссии по анализу и оценке мирного соглашения между севером и югом Судана.